# Nassarius fossatus
Nassarius fossatus är en snäckart som först beskrevs av Gould 1850.  Nassarius fossatus ingår i släktet nätsnäckor, och familjen Nassariidae. Inga underarter finns listade i Catalogue of Life.